# Kosowska Niwa
Kosowska Niwa – osiedle Zawiercia położone w północno-zachodniej części miasta, nad Wartą. W granicach Zawiercia od 1965 roku.
W latach 1867–1915 Kosowska Niwa należała do gminy Poręba Mrzygłodzka, a od 1915 do gminy Mrzygłód. Początkowo przynależała do powiatu będzińskiego, a od 1927 do powiatu zawierciańskiego w woj. śląskim. W II RP przynależała do woj. kieleckiego, gdzie 31 października 1933 otrzymała status gromady w gminie Mrzygłód, składającej się ze wsi Kosowska Niwa i kolonii Borowe Pole.
Podczas II wojny światowej włączona do III Rzeszy.
Po wojnie w woj. śląskim i katowickim, gdzie stanowiła jedną z 5 gromad gminy Mrzygłód (obok Kręciwilka, Mrzygłódu, Mrzygłódki i Nierady).
W związku z reformą znoszącą gminy jesienią 1954 roku, Kosowską Niwę włączono do gromady Marciszów w powiecie zawierciańskim, oprócz kolonii Borowe Pole, którą włączono do Zawiercia.
1 stycznia 1965 gromadę Marciszów zniesiono, a jej obszar włączono do Zawiercia, przez co Kosowska Niwa stała się integralną częścią Zawiercia.